# Thác Táng Tinh
Thác Táng Tinh, còn gọi là Thác Tiên, là thác trên dòng Nậm Dẩn ở vùng đất bản Ngam Lâm xã Nậm Dẩn huyện Xín Mần tỉnh Hà Giang, Việt Nam.
Tên thác theo tiếng Nùng là "thác Táng Tinh" hay "thác Gió", còn tên "Thác Tiên" là tên mới đặt do du lịch khám phá phát triển.
Thác ở cách thị trấn Cốc Pài cỡ 17 km theo đường tỉnh 178 hướng đông nam. Thác Tiên cùng với Đèo Gió và Bãi đá cổ Nậm Dẩn hợp thành khu du lịch hấp dẫn về khám phá thiên nhiên .
Năm 2009, quần thể rừng Đèo Gió 22°34′11″B 104°30′05″Đ / 22,569722°B 104,501389°Đ và thác Táng Tinh được Bộ Văn hóa, Thể thao và Du lịch xếp hạng là Di sản Thiên nhiên cấp quốc gia .

## Chỉ dẫn
1. ↑  Theo tên gọi địa phương được thể hiện trên các bản đồ, như bản đồ tỷ lệ 1:50.000 tờ F-48-29D, thì địa danh có tên là xã Nậm Dẩn, nơi có dòng suối Nậm Dẩn bắt nguồn, chảy đến Cốc Pài đổ vào sông Chảy. Tuy nhiên khi sử dụng thành địa danh hành chính cấp xã đã bị viết chệch sang thành Nấm Dẩn.

- Theo bản đồ 1:50.000 [2] và Google Maps thì suối Nậm Dẩn bắt nguồn từ gần Đèo Gió, chảy hướng gần bắc dọc theo xã Nấm Dẩn. Suối này không bắt nguồn từ xã Tả Củ Tỷ Bắc Hà, Lào Cai như các bản giới thiệu du lịch mô tả.